# Хари Потър и Затворникът от Азкабан (филм)
 Тази статия е за филма.  За книгата вижте Хари Потър и Затворникът от Азкабан.  
Хари Потър и Затворникът от Азкабан (на английски: Harry Potter and the Prisoner of Azkaban) е фентъзи филм от 2004 г.
Режисиран е от Алфонсо Куарон и разпространяван от Уорнър Брос Пикчърс, базиран на едноименния роман на Дж. К. Роулинг. Продуциран от Дейвид Хейман, Крис Кълъмбъс и Марк Радклиф, филмът е продължение на Хари Потър и Стаята на тайните (2002) и третата част от филмовия франчайз Хари Потър. Във филма участват Даниел Радклиф като Хари Потър, Рупърт Гринт като Рон Уизли и Ема Уотсън като Хърмаяни Грейнджър. Историята проследява третата година на Хари в училището за магия и вълшебство „Хогуортс“ и стремежа му да разкрие истината за миналото си, включително връзката с наскоро избягалия затворник от Азкабан Сириус Блек и починалите му родители.
С този филм поредицата Хари Потър преминава към по-дълъг осемнадесетмесечен производствен цикъл. Куарон е избран за режисьор от списък, включващ Кали Хури и Кенет Брана. Актьорският състав от предишните части се завръща, като към него се присъединяват Гари Олдман, Дейвид Тюлис и Ема Томпсън. Това е първата поява на Майкъл Гамбън в ролята на професор Албус Дъмбълдор, изиграна в предишните два части от Ричард Харис, който умира през 2002 г. Основната фотография започва през февруари 2003 г. в Лийвсдън Филм Студиос. Това е първият филм от поредицата, в който широко се използват места от реалния живот, с декори, построени в Шотландия и сцени, заснети в Лондон. Снимките приключват през ноември 2003 г.
Премиерата на филма в Обединеното кралство е на 31 май 2004 г. и на 4 юни 2004 г. в Северна Америка. Това е първият филм от поредицата, използващ технологията IMAX и пуснат в IMAX кината. Затворникът от Азкабан събира общо 797,5 милиона долара в световен мащаб, което го прави вторият най-касов филм за 2004 г. след Шрек 2. Критиците похвалват режисурата на Куарон и изпълненията на главните актьори. Отбелязана е забележителната промяна в тона на франчайза и режисьорския стил и често се смята от критици и фенове за най-добрия филм за Хари Потър. Номиниран е за две награди Оскар – най-добра оригинална музика и най-добри визуални ефекти – на 77-ите награди на Академията през 2004 г. Последван е от Хари Потър и Огненият бокал (2005).

## Сюжет
Хари Потър прекарва още едно неудовлетворително лято със семейство Дърсли. На тринадесетия му рожден ден гостуващата сестра на Върнън Мардж злобно обижда Хари и родителите му и ядосаният Хари я кара да се надува и да полети. Очаквайки да бъде изключен за използване на магия извън училище, Хари бяга с вещите си.
Автобусът „Среднощният рицар“ отвежда Хари до „Продънения котел“, където министърът на магията Корнелиус Фъдж уверява Хари, че няма да бъде наказан. Събирайки се отново с най-добрите си приятели Рон Уизли и Хърмаяни Грейнджър, Хари научава, че Сириус Блек, осъден поддръжник на Лорд Волдемор, е избягал от затвора Азкабан и възнамерява да го убие. По време на пътуването до „Хогуортс“, на Хогуортс Експрес се качват диментори, призрачни затворнически пазачи, които търсят Блек. Един влиза в купето на Хари, карайки го да припадне, но новият учител по Защита срещу черните изкуства Ремус Лупин го отблъсква с магията „патронус“. В „Хогуортс“ директорът Албус Дъмбълдор обявява, че дименторите ще патрулират в училището, докато Блек не бъде заловен.
Рубиъс Хагрид е назначен за учител по грижа за магическите създания, но първият му час се проваля, когато Драко Малфой провокира хипогрифа Бъкбийк да го атакува, а баща му, Луциус, осъжда Бъкбийк на смърт. Връщайки се в кулата на „Грифиндор“, учениците откриват, че портретът на Дебелата дама е бил нападнат и ужасената Дебела дама предупреждава Дъмбълдор, че Блек е влязъл в замъка. По време на бурен мач по куидич дименторите карат Хари да падне от метлата си, която е унищожена от Плашещата върба. Той е хванат при опит да посети Хогсмийд от Фред и Джордж, които му дават Хитроумната карта.
Използвайки картата, Хари се промъква в Хогсмийд и научава, че Блек е негов кръстник, но е разкрил местонахождението на семейство Потър на Волдемор и е убил техния общ приятел Питър Петигрю. Решен да отблъсне дименторите, Хари убеждава Лупин да го научи на магията Патронус. След урока по пророкуване, той става свидетел как професор Трелони влиза в транс и пророкува, че Тъмният лорд ще се завърне. Гледайки екзекуцията на Бъкбийк, плъхът Скабърс, домашният любимец на Рон, го ухапва и избягва, но голямо черно куче завлича и двамата в дупка в подножието на Плашещата върба. Това води триото през подземен проход до Къщата на крясъците, където се разкрива, че кучето е Блек, зоомаг, който може да се трансформира в животно.
Лупин се появява, прегръщайки Блек като стар приятел, преди да разкрие, че е върколак. Снейп пристига, за да залови Блек, но е нокаутиран от обезоръжаващото заклинание на Хари. Лупин и Блек разкриват, че Скабърс всъщност е зоомагът Петигрю, който е предал родителите на Хари, фалшифицирал е смъртта си и е обвинил Блек в собствените си престъпления. Обръщайки Петигрю обратно в човешка форма, групата се отправя обратно към замъка, но пълнолунието кара Лупин да се трансформира и Петигрю избягва. Блек се бие с Лупин в техните животински форми. Дименторите атакуват Блек и Хари, но невидима фигура хвърля мощен Патронус. Хари пада в безсъзнание и се събужда в болничното крило с Дъмбълдор и Хърмаяни.
Научавайки, че Блек е заловен и осъден на Целувката на диментора, Хари и Хърмаяни действат по съвета на Дъмбълдор и използват времевръта на Хърмаяни, който ѝ е даден, за да посещава няколко часа наведнъж, за да се върнат три часа назад във времето. Те виждат как преживяват отново събитията от нощта и спасяват Бъкбийк от екзекуция. Забелязвайки миналото, когато Хари и Блек са  нападнати от диментори, Хари ги спасява с помощта на своя патронус и осъзнава, че той е невидимата фигура, която ги е спасила по-рано. Той и Хърмаяни освобождават Блек, който отлита на Бъкбийк, все още беглец без доказателство за невинността си. Хари и Хърмаяни се връщат в болничното крило, присъединявайки се към настоящето.
Разобличен като върколак, Лупин се оттегля от преподаването и връща Хитроумната карта на Хари. Блек изпраща на Хари метла „Светкавицата“, върху която той с радост полита.

## Актьорски състав
- Даниъл Радклиф – Хари Потър, 13-годишен британски магьосник, известен с това, че е оцелял като дете след убийството на родителите си от ръцете на злия магьосник Лорд Волдемор, който сега влиза в третата си година на обучение в училището за магия и вълшебство „Хогуортс“.[8]
- Рупърт Гринт – Рон Уизли, най-добрият приятел на Хари в „Хогуортс“ и най-малкият син на магьосническото семейство Уизли.[9]
- Ема Уотсън – Хърмаяни Грейнджър, най-добрата приятелка на Хари и умът на триото.[10]
- Роби Колтрейн – Рубиъс Хагрид, пазач на ключовете и дивеча и учителят по грижа за магическите създания в „Хогуортс“.[11]
- Майкъл Гамбън – Албус Дъмбълдор, директор на „Хогуортс“ и един от най-известните и могъщи магьосници на всички времена.[12] Гамбън поема ролята, след като Ричард Харис, който играе Дъмбълдор в предишните два филма, умира на 25 октомври 2002 г., три седмици преди премиерата на втория филм.[13] Въпреки болестта си, Харис е решен да заснеме ролята си, казвайки на продуцента Дейвид Хеймън да не преработва ролята.[14] Четири месеца след смъртта на Харис, Куарон избира Гамбон за негов заместник.[15] Гамбън не се интересува от това да подобрява или копира героя, изигран от Харис, давайки вместо това своя собствена интерпретация, но поставяйки лек ирландски акцент за ролята като почит към него.[16][17] Той завършва сцените си за три седмици.[18] Продуцентите първоначално предлагат ролята на Кристофър Лий и на Иън Маккелън, но конфликтите в графика принуждават Лий да откаже, докато Маккелън я отказва, тъй като е играл подобен герой – Гандалф, в трилогията Властелинът на пръстените. Той също така заявява, че би било неуместно да поеме ролята на Харис, тъй като Харис преди това е нарекъл Маккелън „ужасен“ актьор.[19] Семейството на Харис е изразило интерес да види близкия приятел на Харис Питър О'Тул да бъде избран за негов заместник, но продуцентите смятат, че възрастта и здравето му биха могли да създадат проблемни в бъдеще.[20]
- Ричард Грифитс – Върнън Дърсли, вуйчото на Хари.[21]
- Гари Олдман – Сириус Блек, скандалният кръстник на Хари, който бяга от магьосническия затвор Азкабан, след като е излежал дванадесет години там, защото е лъжливо обвинен, че е смъртожадният, предал родителите на Хари на Волдемор. Олдман приема ролята, защото има нужда от парите, тъй като не се е захващал със съществена работа от няколко години, след като решава да прекарва повече време с децата си.[22] Той е „изненадан от това колко трудно беше да се справи“, сравнявайки ролята с диалог на Шекспир.[23]
- Алън Рикман – Сивиръс Снейп, учителят на отвари и ръководител на дом „Слидерин“.[24]
- Фиона Шоу – Петуния Дърсли, лелята на Хари.[25]
- Маги Смит – Минерва Макгонагъл, заместник-директор на „Хогуортс“, ръководител на дом „Грифиндор“ и учителката по трансфигурация.[26]
- Тимъти Спол – Питър Петигрю, бивш приятел на родителите на Хари, за който се твърди, че е убит от Сириус Блек, но по-късно е разкрито, че е истинският смъртожаден, предал родителите на Хари на Волдемор.[27]
- Дейвид Тюлис – Ремус Лупин, новият учител по защита срещу черните изкуства в „Хогуортс“ и върколак.[28] Тюлис, който преди това се явява на прослушване за ролята на Куиринъс Куиръл в Хари Потър и Философският камък (2001), е първият избор на Куарон за ролята на професор Лупин. Той приема ролята по съвет от Иън Харт, който е избран за ролята на Куиръл и му казва, че професор Лупин е „най-добрата роля в книгата“.[29] Тюлис гледа първите два филма и прочита само част от първата книга, въпреки че прочита третата, след като поема ролята.[30]
- Ема Томпсън – Сибила Трелони, учителката по пророкуване в „Хогуортс“.[31]
- Джули Уолтърс – Моли Уизли, майката на Рон.[32]
- Хари Мелинг – Дъдли Дърсли, братовчедът на Хари.
- Джеймс Фелпс и Оливър Фелпс – Фред и Джордж Уизли, братя на Рон.
- Крис Ранкин – Пърси Уизли, по-големият брат на близнаците Уизли и отличник на „Хогуортс“.
- Бони Райт – Джини Уизли, сестрата на Рон и най-малкото дете на семейство Уизли.
- Марк Уилямс – Артър Уизли, бащата на Рон.
- Том Фелтън – Драко Малфой, ученик от „Слидерин“ и съперник на Хари.
- Джейми Уейлет – Винсънт Краб, съученик на Малфой от „Слидерин“.
- Джошуа Хърдман – Грегъри Гойл, съученик на Малфой от „Слидерин“.
- Матю Луис – Невил Лонгботъм, съученик на Хари от „Грифиндор“.
- Девън Мъри – Шеймъс Финигън, съученик на Хари от „Грифиндор“.
- Дейвид Брадли – Аргус Филч, пазачът в „Хогуортс“.
- Робърт Харди – Корнелиус Фъдж, министърът на магията.
- Пам Ферис – Леля Мардж, сестрата на Върнън.
- Лий Ингълби – Стан Шънпайк, кондукторът на „Среднощния рицар“.
- Джим Таваре – Том, кръчмарят от „Продънения котел“, заменяйки Дерек Дедман от първия филм.
- Доун Френч – Дебелата дама, портретът, който охранява входа на дом „Грифиндор“, заменяйки Елизабет Спригс от първия филм.
- Джули Кристи – Мадам Розмерта, съдържателка на „Трите метли“.
- Уоруик Дейвис – Диригент на музикалния хор в „Хогуортс“. Ролята му е предложена от продуцента Дейвид Хеймън, тъй като Филиус Флитуик, оригиналната роля на Дейвис, отсъства от сценария. Промяната във външния вид на новия герой по-късно се превръща във външния вид на Флитуик за останалата част от поредицата.[33]

## Продукция

### Развитие
С филмовата адаптация на Хари Потър и Затворникът от Азкабан, производството на филмите Хари Потър преминава към осемнадесетмесечен цикъл, който продуцентът Дейвид Хейман обяснява, че „[трябва] да се даде на всеки [филм] необходимото време“. Крис Кълъмбъс, режисьорът на Хари Потър и Философският камък (2001) и Хари Потър и Стаята на тайните (2002), решава да не се връща начело на третата част, тъй като иска да прекарва повече време с децата си. Въпреки това Кълъмбъс остава продуцент заедно с Хейман, тъй като първият смята, че тази позиция му предлага по-добър баланс между работата и личния живот, което му позволява да не присъства на снимачната площадка през цялото време и да прекарва време с децата си. Гийермо дел Торо е помолен да режисира, но е предвидил дикенсова версия на историите и е отложен от първите два филма, които намира за твърде „ярки, щастливи и пълни със светлина“. Марк Форстър отказва филма, защото работи по Пътят към Невърленд (2004) и не желае отново да режисира деца актьори. М. Найт Шаямалан отказва, тъй като работи по филма Селото (2004). През юли 2002 г. Уорнър Брос съставя кратък списък с три имена, възможни за заместници на Кълъмбъс, който се състои от Кали Хури, Кенет Брана (който изиграва Гилдрой Локхарт в Стаята на тайните) и Алфонсо Куарон. Първоначално Куарон не желае да режисира, тъй като не е чел нито една от книгите или гледал филмите. Дел Торо го смъмря за арогантността му и му казва да прочете книгите. След като прочита поредицата, той променя решението си и се съгласява да режисира, тъй като веднага се свърза с историята.
Назначаването на Куарон радва Джоан Роулинг, която харесва филма му И твоята майка също (2001) и е впечатлена от неговата адаптация Малка принцеса (1995). Хеймън открива, че „тонално и стилистично, [Куарон] е идеалният вариант за режисьор“. Първото си упражнение с актьорите, които изобразяват централното трио, Куарон възлага на Радклиф, Гринт и Уотсън да напишат автобиографично есе от първо лице за техния герой, обхващащо от раждането до откриването на магическия свят и включващо емоционалното състояние на героя. Куарон си спомня: „Есето на Ема беше дълго 10 страници. Това на Даниел беше точно две. Рупърт не предаде есето. Когато го попитах защо не го написа, той каза: „Аз съм Рон; Рон не би го написал“, тогава казах: „Добре, разбираш героя си“. Това беше най-важната актьорска работа, която направихме в Затворникът от Азкабан“.

### Костюми и сценография
Куарон иска да създаде по-зрял тон в костюмите на героите и декорите. Той обяснява: „Това, което наистина исках да направя, беше да направя „Хогуортс“ по-съвременен и малко по-натуралистичен“. Той изучава английските училища и отбелязва: „Индивидуалността на всеки тийнейджър се отразява в начина, по който носят униформата си. Затова помолих всички деца във филма да носят униформите си, както биха сторили, ако родителите им не са наоколо“. Колъмбъс смята промените в костюмите като „отражение на развитието на героите в самите книги“ и прехода им към тийнейджъри. Докато в първите два филма героите са постоянно в униформите си, в Затворникът от Азкабан героите често носят модерни улични дрехи. Роулинг, която е консултирана за тази промяна, заявява: „За мен мантиите и училищните униформи имат смисъл в академичното време, но в личното те [героите] носят собствените си дрехи“. Жани Темиме се присъединява към филма като дизайнер на костюми, като в крайна сметка работи върху всички следващи части от поредицата.
За Ремус Лупин Темиме избира „типични за Англия спортни костюми“. Куарон заявява, че героят трябва да изглежда като „чичо, който се забавлява здраво през уикендите“. За Трелони Томпсън прави скици на костюмите и ги изпраща на Темиме и Куарон. Томпсън вижда героинята като „човек, който не се е поглеждал в огледалото от дълго време“. За да се подчертае късогледството на Трелони, са използвани очила с увеличителни стъкла. Куарон иска Дъмбълдор да изглежда като „старо хипи, но все още пак много шик и с много класа“.
Основната грижа на Куарон е „Хогуортс“ да има по-голям обхват и да бъде създаден в реалния свят. Умаленият модел на екстериора на „Хогуортс“, проектиран за първия филм, е разширен с около 40% за Затворникът от Азкабан. Дизайнерът на продукцията Стюарт Крейг и арт режисьорът Гари Томкинс добавят конструкции, включително часовникова кула и вътрешен двор, и болничното крило е преработено и построено наново."The Magic Continues: A retrospective of Cinesite's work on the classic Harry Potter films". Cinesite. 8 November 2016. Archived from the original on 6 June 2020. Retrieved 5 June 2020. Други декори, построени за филма, включват селото Хогсмийд и заведението „Трите метли“.
Използването на места от реалния живот значително променя облика на колибата на Хагрид. За Затворникът от Азкабан пейзажът около снимачната площадка се промени от напълно равнинен до хълмист. Удвоен е размерът на колибата, като е добавена отделна спалня. Крейг изтъква като особено предизвикателен декор за създаване Къщата на крясъците. Той е изграден върху голяма хидравлична платформа с помощта на отдела за специални ефекти, „скърцаща и движеща се, сякаш непрекъснато е блъскана от вятъра“, за да изглежда като жива.
Някои декори са използвани повторно от по-ранни филми или са използвани за повече от едно пространство. Класните стаи по защитата срещу черните изкуства и пророкуване са заснети на един и същи декор. Декорът на Меденото царство е преправен декор от снимачната площадка на Флориш и Блотс, видян в Стаята на тайните, който от своя страна е преправен от снимачната площадка на магазина на Оливандър от първия филм.

### Заснемане
Основните снимки започват на 24 февруари 2003 г. в Лийвсдън Филм Студиос и приключват в края на ноември 2003 г.
Третият филм е първият, който широко използва места от реалния живот, тъй като голяма част от първите два филма са заснети в студиото. Три декора за филма са построени в Глен Коу, Шотландия. Ездата на Хари върху Бъкбийк над езерото на „Хогуортс“ е заснета при езерото Вирджиния Уотър в Съри. Черното езеро също е заснето от Лох Шийл, Лох Ейлт и Лох Морар в Шотландските планини. Железопътната линия на виадукта Гленфинан, включена в Стаята на тайните, е срещу Лох Шийл и е използвана за заснемане на последователностите, когато дименторът се качва във влака. Малък участък от сцената със „Среднощния рицар“, където е в трафика, е заснета в Палмърс Грийн в Северен Лондон. Някои части също са заснети в и около Боромаркет и Ламбетския мост в Лондон.
Операторът Майкъл Серезин смята, че историята е много по-мрачна в сравнение с двата ѝ предшественика, така че той използва „мрачно [осветление], с повече сенки“. Той използва различни широкоъгълни лещи, за да подчертае присъствието на „Хогуортс“ в историята, и използва близките планове пестеливо. „Предпочитаме да наблюдаваме децата от по-далеч, тъй като откриваме езика на тялото за много интересен“, обяснява Куарон.
Роулинг позволява на Куарон да направи малки промени във филма, при условие че се придържа към духа на книгата. Тя му позволява да постави слънчев часовник на територията на „Хогуортс“, но отхвърля идеята гробище, тъй като това ще играе важна роля в неиздадената тогава шеста книга. Роулинг казва, че „настръхнала“, когато вижда няколко момента във филма, тъй като те неволно се позовават на събития в последните две книги, допълвайки, че „хората ще погледнат назад към филма и ще си помислят, че тези сцени са поставени умишлено като улики“. Когато снимките приключват, Куарон установява, че това са „двете най-сладки години в живота ми“ и изразяма интерес да режисира едно от продълженията.
Кадрите на сцените със „Среднощния рицар“ са заснети в продължение на няколко седмици на различни локации в Лондон, за да се създаде впечатлението, че автобусът се движи със 161 км/ч, координаторът на каскадите Грег Пауъл обяснява: „Карахме автобуса с около 48 км/ч, а другите превозни средства – само с около 13. Отне седмици на планиране с шофьори каскадьори и дори хората, които виждате на улицата, са мъже и жени каскадьори, които са обучени да вървят невероятно бавно, само за да изглежда, че автобусът е по-бърз“.

### Специални и визуални ефекти
Индустриал Лайт енд Меджик и Фреймстор създават ключовите кадри с визуални ефекти за филма, докато Мувинк Пикчър Къмпани, Сайнсайт и Дабъл Негатив изработват допълнителния материал.
Куарон първоначално иска да се отдалечи от компютърно генерираните изображения към кукленото изкуство. Той наема майстора кукловод Базил Туист и експериментира с подводни кукли, за да разбере движенията на дименторите. Тестовете са заснети на забавен каданс, но в крайна сметка методът не е практичен. Кадрите от водния тест предоставят творческа насока за екипа по визуални ефекти, добавяйки нематериалното метафизично качество, което Куарон търси. Супервайзърите на визуалните ефекти Тим Бърк и Роджър Гъйет, екипът от Индустриал Лайт енд Меджик и Темиме си сътрудничат при създаването на дименторите.
Куарон коментира трудността при създаването на Бъкбийк, което отнема месеци на проучване и подготовка, като се започне от скелетния дизайн на създанието. Куарон казва: „След като разработихме физиологията, начина, по който костите му всъщност ще се движат, трябваше да уловим неговата личност, която е смесица от царствена елегантност, особено когато лети, и тромавото и лакомо същество, в което се превръща отново земя“. Ръководителят на ефектите на създанията Ник Дъдман създава няколко практични хипогрифа за продукцията, докато Бърк и Гъйет ръководят създаването на компютърно генерираната версия. Гъйет цитира сложното движение на перата като постижение, което „никога не е правено“.
Издуването на леля Мардж е постигнато практически. Ферис споделя: „Носих различни протезни тела, които се надуваха с различна скорост, и в най-големия си размер бях около четири и половина фута широка“. Костюмът, тежащ 23 кг., пречи на Ферис да ходи и да яде. За поредицата са използвани тридесет и осем спортни костюма с нарастващ размер.
Сайнсайт отговаря за кадъра при пътуване във времето във филма, който е с продължителност над минута. Основното действие е заснето на стедикам (марка стойки за стабилизатор на камера за филмови камери) на фона на син екран, а четириминутен фонов материал е заснет отделно. След това фонът е ускорен и композиран зад основното действие. Две други плочи с фонови кадри са наредени заедно, когато камерата се обръща.

### Музика
Когато е обявено, че Куарон ще режисира Затворникът от Азкабан, се появяват и първоначални спекулации, че неговият съвместен композитор Патрик Дойл (който композира музиката на следващия филм) ще направи музиката. Куарон обаче задържа Джон Уилямс, за когото това е третият и последен филм от поредицата. Саундтракът е значително отклонение от предишните два, тъй като Куарон иска партитурата да има различен подход. Една от новите музикални теми, Double Trouble, е написана по време на продукцията на детски хор, който има изпълнение в Голямата зала на „Хогуортс“ в една от по-ранните сцени на филма. Текстът на песента е взет от пиесата Макбет от Уилям Шекспир. Албумът със саундтрака е издаден от Атлантик Рекърдс на 25 май 2004 г.

## Разлики с книгата
Затворникът от Азкабан е най-дългата книга от поредицата към момента на публикуване. Нарастващата сложност на сюжета налага по-свободна адаптация на по-фините сюжетни линии и предистория на книгата. Връзката между бащата на Хари и Хитроумната карта е само накратко спомената, както и връзката на Ремус Лупин с картата. Освен това никога не се споменава кои са създателите на картата или за кого се отнасят прякорите Лун, Опаш, Лап и Рог. Някои експозиции са премахнати за по-драматичен ефект: както Къщата на крясъците, така и плъхът Скабърс се споменават съвсем накратко във филма, докато в романа те са разгледани по-задълбочено. Историята на Сириус Блек също е изрязана, без да се споменава как е избягал от Азкабан.
Поради съображения за темпото и времето, филмът пренебрегва подробните описания на магическото образование. Вижда се само един хипогриф, Бъкбийк, и само Малфой и Хари, които си взаимодействат с него по време на часовете по грижа за магическите създания, и повечето други часове, включително всички часове по отвари при Снейп, са изрязани от филма. Сложното описание на заклинанието на „Фиделиус“ е премахнато изцяло от филма, без да е дадено обяснение как точно Сириус е предал семейство Потър на Лорд Волдемор. Много от репликите на тази сцена са преразпределени между Корнелиус Фъдж и Минерва Макгонагъл; като компенсация, изложението на Макгонагъл за трансформацията на зоомаговете е дадено на Снейп.
Романтичната връзка между Рон и Хърмаяни е по-забележима във филма, отколкото в книгата; в отговор на критиките към първите два филма за жертване на развитието на героите за мистерия и приключения, на емоционалното развитие на тримата главни герои се обръща повече внимание в третия филм. Въпреки това, всяко споменаване на влюбването на Хари в Чо Чанг е премахнато и тя се появява за първи път в четвъртия филм. Затворникът от Азкабан показва по-мрачен тон и повече от емоциите на Хари. Например, след като научава за „предателството“ на Блек към родителите си, той крещи в гняв „Ще го убия“, докато в книгата той е „твърде зашеметен, за да мръдне“.
В книгата „Грифиндор“ печели купата по куидич за първи път в поредицата, доста важен подсюжет за развитието на персонажа, който е почти напълно пропуснат от филма. Само първият мач по куидич за учебната година (където метлата на Хари „Нимбус 2000“ е унищожена от Плашещата върба) е част от разказа на филма и няма други споменавания на спорта или успешната кампания на отбора на „Грифиндор“ за Купата през останалата част от филма. Последната сцена преди финалните надписи показва Хари върху новата му метла, „Светкавицата“, която му е подарък от Сириус след неговото подпомогнато бягство от плен, докато в книгата новата метла е анонимен подарък в средата на годината от Сириус (без знанието на Хари или някой друг по това време), която е прегледана от учителите на „Хогуортс“ от съображения за безопасност и сигурност, преди в крайна сметка да бъде дадена на Хари за използване в преследването на първенството за купата.

## Разпространение

### Маркетинг
Както предишните части на поредицата, Затворникът от Азкабан е възможност за бизнес. Видеоигра, проектирана от EA UK и базирана на филма, е издадена на 25 май 2004 г. Мател издава настолната игра Хари Потър: Първенство по куидич и екшън фигури на герои. Лего разширява предишния си мърчандайзинг за първите два филма с пускането на комплекти, които включват „Среднощният рицар“, Къщата на крясъците и нов замък „Хогуортс“.

### Домашна употреба
Хари Потър и Затворникът от Азкабан е издаден на DVD и на VHS на 23 ноември 2004 г. Специални издания с 2 диска по-късно са издадени на DVD и Blu-Ray на 4 октомври 2016 г. Филмът е издаден на 4K UHD Blu-ray на 7 ноември 2017 г.

## Прием

### Бокс офис
Премиерата на Хари Потър и Затворникът от Азкабан в Ню Йорк в Радио Сити Мюзик Хол на 23 май 2004 г., последвана от премиерата в Лондон на Лестър Скуеър на 30 май 2004 г. След това филмът излиза в Обединеното кралство на 31 май 2004 г. и на 4 юни 2004 г. в Съединените щати. Това е първият филм от поредицата, пуснат както в традиционните, така и в IMAX кината. След излизането си филмът чупи рекорда по приходи за един ден в Обединеното кралство, събирайки 5,3 милиона лири. Филмът събира 93,7 милиона долара по време на първия си уикенд в Съединените щати и Канада в 3855  кина. Филмът надминава Матрицата: Презареждане за най-голям премиерен уикенд за филм на Уорнър Брос. Филмът също е номер 1 в бокс офиса в Северна Америка за два поредни уикенда.
Затворникът от Азкабан събира общо 797,7 милиона долара в световен мащаб, което го прави вторият най-касов филм за 2004 г. след Шрек 2. В САЩ и Канада това е едва шестият най-касов филм за годината, с приходи от 250,1 милиона долара. Въпреки това, това е филм номер едно за годината в международен план, с печалба от 547,6 милиона долара в сравнение с 487,5 милиона долара на Шрек 2. Въпреки успешния си бокс офис, Затворникът от Азкабан е най-слабо печелившият филм от филмовата поредица Хари Потър и третият най-слабо печеливш филм от Магьоснически свят (преди Фантастични животни: Престъпленията на Гринделвалд и Фантастични животни: Тайните на Дъмбълдор).

### Критичен отговор
В Rotten Tomatoes филмът има рейтинг на одобрение от 90% въз основа на 259 отзива, със среден рейтинг от 7,8/10. Критичният консенсус на сайта гласи: „Под увереното ръководство на Алфонсо Куарон, Хари Потър и Затворникът от Азкабан триумфално постига деликатен баланс между техническо вълшебство и сложно разказване на история“. В Metacritic филмът има среден резултат от 82 от 100, базиран на 40 критици, което показва „всеобщо признание“. Публиката, анкетирана от CinemaScore, дава на филма средна оценка „A“ по скала от A+ до F.
Мик ЛаСал от Сан Франциско Кроникъл хвали по-зрелия тон на филма и казва, че е „по-тъмен и по-сложен“. Холивуд Рипортър нарича филма „по-дълбока, по-мрачна, визуално завладяваща и по-емоционално удовлетворяваща адаптация на литературния феномен Дж. К. Роулинг“, особено в сравнение с първите две части. Питър Травърс от Ролинг Стоун дава на филма три и половина от четири звезди: „Ослепителен е! Не само е най-добрият и най-вълнуващият от трите филма за Хари Потър досега, това е филм, който може да се гледа самостоятелно, дори ако никога не сте чували за писателката Дж. К. Роулинг и нейния млад герой-магьосник“. Стефани Захарек от Сейлън го смята за „един от най-великите фентъзи филми на всички времена“. Никол Артър от Вашингтон Поуст хвали филма като „сложен, плашещ, [и] нюансиран“. Роджър Ебърт дава на филма три и половина от четири звезди, като каза, че филмът не е толкова добър, колкото първите два, но все пак го нарича „възхитителен, забавен и изтънчен“. Клаудия Пуиг от Ю Ес Ей Тъдей смята, че филмът е „визуална наслада“, а Шон Смит от Нюзуик – „Затворникът от Азкабан може да се похвали с нов режисьор и смела нова визия“ и нарича филма „трогателен“, като хвали изпълненията на тримата актьори, изпълняващи главните роли. Ентъртейнмънт Уийкли хвали филма, тъй като е по-зрял от предшествениците си.

## Дублажи
| Озвучаващи артисти | Елена Русалиева Силвия Русинова Йорданка Илова Николай Николов Здравко Методиев Христо Узунов |

| Озвучаващи артисти | Иван Петков Венета Зюмбюлева Димитър Живков Стефан Димитриев Емил Емилов Христо Чешмеджиев |